# ТЕС Сапеле
ТЕС Сапеле — теплова електростанція в Нігерії у південному штаті Дельта. Розташована за 40 км на північ від центру нафтової промисловості Варрі на північній околиці міста Сапеле (можливо відзначити, що в цьому районі розробляється велике нафтове родовище Сапеле).
Перші обладнання на майданчику станції запустили у 1978 році — це були шість парових турбін Brown Boveri and Cie потужністю по 120 МВт. За три роки їх доповнили чотирма газовими турбінами тієї ж компанії типу GT13D з одиничною потужністю 75 МВт. На той час в країні ще активно не займались утилізацією попутного газу або розробкою газових родовищ, тому станція була розрахована на споживання нафтопродуктів.
ТЕС Сапеле, яка належала державній Power Holding Company of Nigeria, традиційно страждала від невідповідного технічного обслуговування. Так, уже у 1997—2006 роках фактична потужність станції коливалась між 56 та 175 МВт при номінальній у 1020 МВт, а виробіток за цей період упав з 1,5 до 0,5 млрд кВт-год електроенергії на рік.
У межах програми приватизації об'єктів нігерійської електроенергетики ТЕС Сапеле у 2014 році викупила компанія Eurafric Power Limited. На той момент фактична потужність станції становила лише 120 МВт. Новий власник анонсував придбання на першому етапі модернізації нової газової турбіни потужністю 145 МВт.